# Kubaryia pilikia
Kubaryia pilikia је пуж из реда Littorinimorpha и фамилије Assimineidae.

## Угроженост
Подаци о распрострањености ове врсте су недовољни.

## Распрострањење
Ареал врсте је ограничен на једну државу. 
Палау је једино познато природно станиште врсте.